# Окинское плато
Оки́нское плато́ (бур. Ахын хадалиг газар) (Центрально-Саянское плоскогорье) — плоскогорье в Восточном Саяне (Бурятия).
Расположено на высотах 1800—2400 метров над уровнем моря и является водосбором для рек Восточного Саяна — Оки, Иркута, Китоя, Урика. Со всех сторон — с севера, востока, запада и юга — на 1000 м возвышаются горные цепи, затрудняющие проникновение в долины плато.
Термин Центрально-Саянское плоскогорье ввёл советский геолог Сергей Обручев в 1960-х годах.
Расположено на территории Окинского района Бурятии. Издревле туда вели только горные тропы через верховья реки Иркут. В конце 1980-х годов по долинам Иркута и Оки была проложена автомобильная дорога, связывающая два западных района Бурятии — Окинский и Тункинский.
В долине маленький реки Хигол выше от реки Жом-Болок лежит долина вулканов, популярная туристическая достопримечательность.